# Potatisplättar
Potatisplättar är en maträtt som vanligen består av kokt riven potatis som blandas i en pannkaks-/plättsmet (ägg, mjölk och mjöl) och steks som plättar i stekpanna eller plättlagg. Potatisplättar kan göras på rester av kokt potatis.
Rätten serveras ofta med stekt bacon, lingonsylt och råkostsallad, men kan även serveras med till exempel löjrom och lax.